# 13724 Schwehm
13724 Schwehm (1998 QF55) là một tiểu hành tinh vành đai chính.